# NGC 4574
NGC 4574 is een balkspiraalstelsel in het sterrenbeeld Centaur. Het hemelobject werd op 20 april 1835 ontdekt door de Britse astronoom John Herschel.

## Synoniemen
- ESO 380-49
- MCG -6-28-7
- FAIR 311
- IRAS 12350-3514
- PGC 42166